# 張纁
張纁（1470年—？），字朝儀，湖廣襄陽府均州人，明朝政治人物。

## 生平
弘治八年（1495年）乙卯科湖廣鄉試第四十三名舉人，十二年（1499年）中式己未科會試第一百四十八名，三甲第一百四十名進士。授上蔡县知县，正德三年（1508年）十月任山東道監察御史。

## 家族
曾祖張思義；祖父張中；父張璉，南京國子監學正。嫡母劉氏；生母劉氏。慈侍下。